# Аеросол-боца
Аеросол-боца или спреј је боца која служи за чување и распрскавање аеросоли. Ове боце имају вишеструку примену; користе се за фарбање, лакирање, за дезодорансе, освежавање просторија, прскање биљака пестицидима итд.
Аеросол-боцу чини метална посуда са удубљеним дном. Облик дна је такав да би се извршио висок притисак на садржај посуде. Садржај посуде чине жељена супстанца и распршивач. Распршивач има својство да се претвара у гас приликом изласка из боце. На врху боце се налази пластична прскалица која је повезана са вентилом и клипом, али и са садржајем у боци преко пластичне цеви. Притиском на прскалицу, притисак истискује супстанцу кроз цев и прскалицу и ситне капи у виду аеросоли излазе напоље.